# Atheer Adel
Atheer Adel (* 24. Juni 1985 in Bagdad, Irak) ist ein deutscher Schauspieler und Musiker irakischer Abstammung. Internationale Bekanntheit erlangte er vor allem durch seine Rolle des Numan in der US-Fernsehserie Homeland, in der er 2015 in der fünften Staffel zu sehen war.

## Leben und Karriere
Atheer Adel kam als Kind mit seiner Familie aus der irakischen Hauptstadt Bagdad nach Deutschland. Bereits im fortgeschrittenen Alter kam Adel, der neben Deutsch auch fließend Englisch und Arabisch spricht, sowie Grundkenntnisse in Spanisch hat, an die Hochschule für Schauspielkunst „Ernst Busch“ Berlin. Während seines Studiums von 2008 bis 2012 spielte er im Kampnagel Hamburg und im BAT Berlin im von Ewald Palmetshofer inszenierten Stück Helden unter der Regie des Jungregisseurs Roscha A. Säidow mit. Im selben Jahr wurde er für sein Engagement in Helden mit dem mit 10.000 € dotierten Vontobel-Preis ausgezeichnet. Die Hochschule für Schauspielkunst „Ernst Busch“ Berlin schloss er im darauffolgenden Jahr 2012 mit einem Diplom ab und wurde noch im selben Jahr im Einakter Salome am Schauspiel Frankfurt unter der Regie von Günter Krämer in der Rolle des Jochanaan eingesetzt. Ebenfalls 2012 wurde er für den Fernsehfilm Tatort: Wer das Schweigen bricht, der zu diesem Zeitpunkt noch unter den Arbeitstiteln Grüße aus der Mandschurei und Diebe im Gesetz bekannt war, gebucht. Der Film, bei dem er in der Rolle des Mustafa Zeydan zu sehen war, wurde am 14. April 2013 auf Das Erste erstmals ausgestrahlt.
Ab 2014 war er in größeren Produktionen zu sehen, so zum Beispiel im Film Jack, in dessen Besetzung ihn Regisseur Edward „Edi“ Berger, der bereits beim Tatort des Vorjahres als Regisseur agierte, holte. Weiters war er in diesem Jahr in Tim Ellrichs Kurzfilm Schleierhaft zu sehen, in dem er den Vater, sowie die ägyptischstämmige Österreicherin Amira El Sayed die Mutter mimte. Weitere Fernsehauftritte hatte er im Jahr 2014 auch in Josephine Klick – Allein unter Cops, als er in der dritten Episode der ersten Staffel den Charakter Walid Ismael darstellte und als Nouredine in einer Episode der ORF-Serie CopStories. Zu seinem wachsenden Durchbruch trugen neben dem Charakter Arian Jahani, den er in zwei Episoden der deutschen Thriller-Serie Blochin darstellte, auch seine Rolle als Numan in der US-Serie Homeland bei. In der fünften Staffel der Serie, die ausschließlich in Deutschland und mit dementsprechend vielen deutschen Darstellern gedreht wurde, trat er in neun der zwölf Episoden als Computer-Hacker Numan in Erscheinung. 2016 war er unter anderem in einer Nebenrolle in der Romanverfilmung Ein Hologramm für den König nach dem gleichnamigen Roman von Dave Eggers zu sehen. Des Weiteren übernahm er 2016 mit Salif einen der Hauptcharaktere in der NRK-Serie Nobel.
Bei den Screen Actors Guild Awards 2016 wurde er zusammen mit elf weiteren Darstellern aus Homeland für einen Screen Actors Guild Award in der Kategorie „Bestes Schauspielensemble in einer Dramaserie“ nominiert.
Neben der Schauspielerei tritt Adel auch als Musiker, dabei vor allem als Sänger, in Erscheinung. Über iTunes und YouTube veröffentlichte er diverse Singles. Als Musiker spielt er Schlagzeug, Gitarre und am Bass. Zudem übt er diverse Kampfsportarten wie Muay Thai oder Submission Wrestling aus.

## Filmografie

### Filmauftritte (auch Kurzauftritte)
- 2013: Tatort: Wer das Schweigen bricht
- 2014: Jack
- 2014: Schleierhaft (Kurzfilm)
- 2015: Battle for Karbala (Karbala)
- 2016: Ein Hologramm für den König
- 2016: Tatort: Zahltag
- 2017: Polizeiruf 110: In Flammen
- 2017: Im Wald – Ein Taunuskrimi
- 2019: Gegen die Angst
- 2019: Tatort: Nemesis
- 2020: Deutscher (Fernseh-Vierteiler)
- 2024: Der Fall Marianne Voss

### Serienauftritte (auch Gast- und Kurzauftritte)
- 2014: Josephine Klick – Allein unter Cops (1 Episode)
- 2014: CopStories (1 Episode)
- 2015: Blochin (2 Episoden)
- 2015: Homeland (9 Episoden)
- 2016: Nobel (8 Episoden)
- 2017: Alarm für Cobra 11 – Die Autobahnpolizei (1 Episode)
- 2018: Deutschland 86 (1 Episode)
- 2019: WaPo Bodensee (1 Episode)
- seit 2021: Notruf Hafenkante (als Oberarzt Dr. Lazar Sharif) (Hauptrolle)

## Synchronsprecherarbeiten (Auswahl)
- 2020: Messiah (Fernsehserie) für Mehdi Dehbi als Payam Golshiri „al-Masih“

## Theaterauftritte
- 2011: Helden → Kampnagel Hamburg / BAT Berlin; Regie: Roscha A. Säidow
- 2012: Salome → Schauspiel Frankfurt; Regie: Günter Krämer

## Auszeichnungen
- 2011: Vontobel-Preis für das Stück Helden an der Hochschule für Schauspielkunst Ernst Busch